# 马士光
马士光（1969年9月—），中華人民共和國政治人物，江苏邳州人，1999年11月加入中国共产党，大学学历，法律硕士学位。曾任江苏省连云港市市长，现任江苏省人民政府副省长、党组成员，中共连云港市委书记。